# Estádio Municipal João Ferreira Lima
O Estádio Municipal Doutor João Ferreira Lima é um estádio de futebol localizado na cidade de Timbaúba, no estado de Pernambuco, tem capacidade para 3.750 pessoas.